# Rio Quitéria
O Rio Quitéria é um curso de água do estado de Mato Grosso do Sul, Brasil. Serve de limite entre os municípios de Paranaíba, Inocência e Aparecida do Taboado.
1. ↑  SILVA, A.M.; SILVA, J.S.V.; SILVA, G.A. (2014). «ANÁLISE DA COBERTURA VEGETAL DA UNIDADE DE PLANEJAMENTO E GESTÃO (UPG) DO RIO QUITÉRIA». Universidade Federal do Mato Grosso do Sul. Revista GeoPantanal. 9 (16). Consultado em 8 de setembro de 2024